# Хасан (округ)
Хасан (канн. ಹಾಸನ; англ. Hassan) — округ в индийском штате Карнатака. Административный центр — город Хасан. Площадь округа — 6814 км². По данным всеиндийской переписи 2001 года население округа составляло 1 721 669 человек. Уровень грамотности взрослого населения составлял 68,6 %, что выше среднеиндийского уровня (59,5 %). Доля городского населения составляла 17,7 %.